# Линкольн (округ, Южная Дакота)
Округ Линкольн (англ. Lincoln County) располагается в США, штате Южная Дакота. Официально образован 30 декабря 1867 года. По состоянию на 2010 год, численность населения составляла 44 828 человек. Получил своё название в честь одноимённого округа в штате Мэн.

## География
По данным Бюро переписи США, общая площадь округа равняется 1499 км², из которых 1497 км² суша и 1,0 км² или 0,09 % это водоёмы.

### Соседние округа
- Миннехаха (Южная Дакота) — север
- Лайон (Айова) — северо–восток
- Су (Айова) — юг–восток
- Юнион (Южная Дакота) — юг
- Клей (Южная Дакота) — юго-запад
- Тернер (Южная Дакота) — запад

## Демография
По данным переписи населения 2000 года в округе проживает 24 131 жителей в составе 8 782 домашних хозяйств и 6 665 семей. Плотность населения составляет 16 человек на км². На территории округа насчитывается 9 131 жилых строений, при плотности застройки 6 строений на км². Расовый состав населения: белые — 97,55 %, афроамериканцы — 0,34 %, коренные американцы (индейцы) — 0,53 %, азиаты — 0,46 %, гавайцы — 0,02 %, представители других рас — 0,29 %, представители двух или более рас — 0,81 %. Испаноязычные составляли 0,70 % населения.
В составе 41,00 % из общего числа домашних хозяйств проживают дети в возрасте до 18 лет, 66,50 % домашних хозяйств представляют собой супружеские пары проживающие вместе, 6,70 % домашних хозяйств представляют собой одиноких женщин без супруга, 24,10 % домашних хозяйств не имеют отношения к семьям, 19,50 % домашних хозяйств состоят из одного человека, 8,00 % домашних хозяйств состоят из престарелых (65 лет и старше), проживающих в одиночестве. Средний размер домашнего хозяйства составляет 2,72 человека, и средний размер семьи 3,14 человека.
Возрастной состав округа: 29,70 % моложе 18 лет, 7,60 % от 18 до 24, 31,90 % от 25 до 44, 20,40 % от 45 до 64 и 10,40 % от 65 и старше. Средний возраст жителя округа 34 года. На каждые 100 женщин приходится 99,80 мужчин. На каждые 100 женщин старше 18 лет приходится 97,50 мужчин.
Средний доход на домохозяйство в округе составлял 48 338 USD, на семью — 55 401 USD. Среднестатистический заработок мужчины был 34 486 USD против 24 133 USD для женщины. Доход на душу населения составлял 22 304 USD. Около 3,20 % семей и 4,40 % общего населения находились ниже черты бедности, в том числе — 4,70 % молодежи (тех, кому ещё не исполнилось 18 лет) и 7,80 % тех, кому было уже больше 65 лет.